# MOMO (ロケット)
MOMOは日本の民間企業インターステラテクノロジズにより開発された、同社初の商業ロケットである。名称は目標の高度100kmを漢数字にした「百」の読み方に由来する。2017年7月30日に初打ち上げが行われ、2019年5月4日、MOMO3号機が日本初の民間単独による宇宙空間到達に成功した。
北海道大樹町のインターステラテクノロジズ実験場に隣接する北海道スペースポート Launch Complex-0から打ち上げられる。
2021年の7号機で大幅な設計変更を行っており、これは7号機より後となった6号機にも適用され、MOMO v1と呼ばれるようになった。これに伴い、5号機以前の従来型はMOMO v0として区別される。

## 概要
MOMOは全長10.1 m、直径50 cmのサウンディングロケットである。高度100 kmのカーマン・ラインを越えることを目標に開発され、高度100 km以上の準軌道に約20-30 kgのペイロードを打ち上げる能力を持つが、第一宇宙速度には達しないため、人工衛星を打ち上げることはできない。
低コストで製造することを目標としており、打ち上げ費用は8000万円以上である（当初は5000万円）。
6号機では、ペイロードを射出することによるペイロードの回収が実施された。

## 特徴
燃料はエタノールと液体酸素である。高圧ヘリウムによって、エタノールと液体酸素に圧力をかけることで、燃焼室に推進剤を送り込む仕組みである。（圧送式サイクル）
エンジンはピントル型のインジェクターを用いており、v0では1.2 tf、v1では1.4 tfの推力を持つ。
姿勢制御は、主にエンジンのジンバルで行い、ロールはガスジェットにより制御している。また、安定性向上のための尾翼を装備している。

## 改良・変更点

### MOMO v0
| 変更点 | 理由・目的                       |
| --- | -------------------------------- |
| 【ロール制御方式変更】 「ON/OFFバルブ制御 コールドガスジェット」→「可動ノズル制御ホットガスサイドジェット」に変更 | 機体のロール回転を制御するため   |
| 【構造強化】 「タンク間部CFRP」の構造を強化 「尾翼」の構造を強化                                                  | 空力負荷による破壊の防止するため |

| 変更点                                                              | 理由・目的 |
| ------------------------------------------------------------------- | --- |
| 推進剤タンクからエンジン/姿勢制御用スラスタへの推進剤供給配管を変更 | 【2号機墜落の原因】 新規要素の姿勢制御スラスタ用燃焼器が、設計範囲外の温度となり、過度に温度が上昇したスラスタガスが配管を溶融させ、漏れたスラスタガスが空圧バルブへの窒素供給チューブを焼損し、燃料エタノールの主弁が閉じ、メインエンジンが停止したことによる。 【対策】 - メインエンジンの状況に依存しない配管にする。 - スラスタ供給配管の流量変化に対するロバスト性を向上させる。 |
| 姿勢制御用スラスタ燃焼器の噴射機の設計変更                          | 【2号機墜落の原因】 新規要素の姿勢制御スラスタ用燃焼器が、設計範囲外の温度となり、過度に温度が上昇したスラスタガスが配管を溶融させ、漏れたスラスタガスが空圧バルブへの窒素供給チューブを焼損し、燃料エタノールの主弁が閉じ、メインエンジンが停止したことによる。 【対策】 - メインエンジンの状況に依存しない配管にする。 - スラスタ供給配管の流量変化に対するロバスト性を向上させる。 |
| エタノールメインバルブ変更                                          | |

| 変更点                                                                                      | 理由・目的 |
| ------------------------------------------------------------------------------------------- | --- |
| (1)無線機サージ耐性強化・冗長系の追加 (2)打上げ基準の見直し                                 | 【4号機自動停止の原因】 何らかの理由でVHF受信機の機能が停止し、コマンドが2秒以上途絶したためエンジンを停止した。その原因として気象条件による静電気・雷、またはケーブル・コネクタ脱落等による電源の切断が考えられた。                                                                                               |
| (1)施工管理の厳格化 (2)無線機系の受入試験内容の見直し                                       | 【4号機自動停止の原因】 何らかの理由でVHF受信機の機能が停止し、コマンドが2秒以上途絶したためエンジンを停止した。その原因として気象条件による静電気・雷、またはケーブル・コネクタ脱落等による電源の切断が考えられた。                                                                                               |
| 【初回の打ち上げ延期後】 全ての基板上のオシレーターを温度サイクルへの耐久性があるものに変更 | 【初回の打ち上げ延期の原因】 データ通信を行うCAN-BUSで散発的なエラーの発生。 【再現実験】 基板上のオシレーターの故障によるデータ伝送速度の異常が検出され、オシレーターに数％の周波数誤差が時々発生していた。常温と低温の間を行き来する温度サイクルが影響と考えられ、別品種に交換の結果、故障が起きないことを確認。 |

### MOMO v1
最初のメジャーアップデートで、特にエンジンシステム、機体艤装、アビオニクス、地上支援設備の改良に重点が置かれた。

### 諸元比較
| バージョン | MOMO v0 （運用終了） | MOMO v1 （運用中） |
| ---------- | -------------------- | ------------------ |
| 推力       | 12 kN（1.2 トン）    | 14 kN（1.4 トン）  |
| 全備重量   | 1150 kg              | 1220 kg            |
| ドライ重量 | 330 kg               | 370 kg             |
| 機体全長   | 9.9 m                | 10.1 m             |
| 機体直径   | 500 mm               | 500 mm             |

## 打ち上げ実績と予定

### 初号機
2016年夏に北海道大樹町からの打ち上げを目指し、クラウドファンディングで打ち上げ費用を募集。目標金額2700万円に対して22,710,333円を集めた。しかしエンジンの実験中に3度の異常燃焼が続いたことから打ち上げ時期は未定となった。その後、打ち上げ日時が2017年7月29 - 30日に設定された。7月29日には濃霧のため打ち上げが翌日に延期され、30日午後4時半過ぎに打ち上げられた。しかし打ち上げから約66秒後にテレメトリーが途絶したため、打ち上げから80秒後に緊急停止コマンドを送り飛行を中止した。テレメトリ―の途絶は、想定外の機体のロールによってマックスQ近辺で空力破壊を起こしたために起きたものと後に分析された。高度は約20kmに到達したと推定されている。2017年8月31日にはMOMOのテレメトリデータがGitHubにて公開された。

### 2号機
2018年春の打ち上げを目指し、クラウドファンディングで打ち上げ費用を募集。目標金額2700万円に対し、28,426,500円を集めた。
その後、打ち上げ日時がいったん2018年4月28日11時 - 12時30分 (JST) に設定された。1号機に比べ、機体がロールしないようガスジェットが強力なものに置き換えられ、機体構造も強化されている。また、商用ペイロードとして観測機器を搭載する。
打ち上げは機体の調整のため4月28日から4月29日に延期され、さらにバルブ駆動用のガス漏れが見付かったことで更なる調整が必要になったとして再延期された。原因についてはすぐに特定されており、1号機の後で加えられたバルブ駆動系の変更が影響していた。このため駆動系を1号機の方式に戻して同日に打上げることも検討されたが、万全を期すため打ち上げは夏以降に延期された。
2018年6月30日午前5時30分に打ち上げられたが、離床からわずか数秒で墜落し炎上した。

### 3号機
2018年8月、打ち上げ時期は未定ながらも、クラウドファンディングで打ち上げ費用の募集を開始。目標金額2700万円に対して約1980万円を集めた。今回は1000万円の「発射ボタンを押す権利」は購入されなかった。同年12月1日、雪ミクとコラボして再度クラウドファンディングによる募集を開始。さらに12月14日からは、大樹町がふるさと納税制度を利用したガバメントクラウドファンディングとして「宇宙のまちづくり応援プロジェクト」を開始した。
命名権を購入した実業家の丹下大により「宇宙品質にシフト MOMO3号機」と名付けられた。2019年4月30日の打ち上げを予定していたが、このときは液体酸素バルブの交換の必要が生じ、延期が発表された。その後も5月2日、5月3日の打ち上げを目指したが、いずれも強風のため中止され、最終的に5月4日まで延期された。
2019年5月4日、日本の民間ロケットとしては初めて宇宙空間に到達した。

### 4号機
ぬいぐるみやハンバーガー、コーヒー豆、眼鏡などを搭載して紙飛行機を打ち上げて回収を試みる計画で、2019年6月にクラウドファンディングが開始。ネーミングライツを取得したpatersにより「ペイターズドリーム MOMO4号機」と命名された。同年7月4日には、打ち上げ予定日が7月13日（予備日14,20、27、28日）であることが発表された。その後、天候不良により7月20日以降に延期された。さらに20日の打ち上げでは何らかの機体トラブルで打上シーケンスが自動停止され、27日以降に延期となった。結果的に27日午後4時20分に打ち上げられたが、2分間の燃焼予定に対し88秒でコンピュータが異常を感知したためエンジンを停止。打ち上げは失敗に終わった。

### 5号機
2019年10月に11月末までのクラウドファンディングが開始され、その後以下のペイロードを搭載して2019年冬に打ち上げ予定であることが発表された。
- 日本酒 “紀土（きっど）純米大吟醸 宙(そら)へ!!” - 平和酒造（株式会社）
- インフラサウンドセンサ（超低周波音マイク） - 高知工科大学
- シーシャ（水タバコ）フレーバー＆吸い口 - チル（株式会社）
- 超高級コーヒー豆 パナマ・ゲイシャコーヒー - サザコーヒー
- 超電磁P様の電子工作製作物 - 個人搭載
- 小型ロケット用航法センサ - 三菱プレシジョン

クラウドファンディングは900万円の目標を上回る約1000万円の調達に成功した。
MOMO4号機の失敗を受けて、無線機の静電気や雷に対する耐性強化や冗長性の向上が図られ、施工管理も強化された。
当初は2019年12月29日から2020年1月3日までの期間で打ち上げを目指したが、天候条件と機体の不都合が続いて延期され、打ち上げ日時は当面未定となった。のちに行われた原因究明により、度重なる温度変化によるオシレータの故障が原因であることが判明した。初の冬季の打ち上げの挑戦だったが、この後は3月まで新エンジンの開発スケジュールが予定されていることから、春以降になる可能性が指摘された。次の打ち上げ予定日は4月20日に公表され、打ち上げ時期は2020年5月2日から6日に再設定された。このとき、無観客打ち上げ・打ち上げのライブ配信・来町自粛の呼びかけ・警備強化などの感染症対策を予定していたが、その後、それでもなお人が集まることを懸念した大樹町からの要請を受けて、この時期の打ち上げは見送られ、打ち上げ日時は再び未定となった。ファウンダーの堀江貴文が対策案を示すなどしたものの結果的に受け入れられなかった。相次ぐ延期による資金難から、5月2日には急遽追加のクラウドファウンディングも行われた。2475名から約4240万円を調達し、西野亮廣により「えんとつ町のプペルMOMO5号機」と命名された。その後、打ち上げ時期は6月に再設定され、具体的な日時は前日まで非公表とすることや、無観客のうえ取材は北海道内のカメラマンに限るなどの対策が発表された。結局、打ち上げは13日と発表されたが天候の影響で翌日に延期となり14日に打ち上げられた。
打ち上げ直後は順調に見えたが、36秒後にノズルが破損。70秒後には安全のためエンジン停止信号が送られた。最終的な到達高度は11.5 km となり、目標とする100 km には届かなかった。一方でノズル破損時に空中で1回転しながらも姿勢を建て直して再び飛び続けたことから姿勢制御システムの精度の高さが図らずも証明されることとなった。
時系列
- 2019年10月6日、クラウドファンディング開始[54]。
- 2019年11月26日、スポンサー発表[55]。
- 2019年11月30日、クラウドファンディング終了[56]。
- 2019年12月23日、打ち上げ予定の概要発表（打ち上げウィンドウ12月29日-翌年1月3日）・ペイロード追加[57]。
- 2020年1月02日、打ち上げ延期決定[58]。
- 2020年4月20日、2度目の打ち上げ予定発表（打ち上げウィンドウ5月2日-6日）[42]。
- 2020年4月30日、大樹町からの要請により打ち上げ延期[45]。
- 2020年5月2日-31日、2度目のクラウドファンディング・ネーミングライツ決定[49]。
- 2020年6月3日、打ち上げ予定を発表。
- 2020年6月13日、天候による打ち上げ延期を発表。
- 2020年6月14日、打ち上げ。

### 7号機
5号機の打ち上から間も無い2020年6月19日に、6番目の打ち上げとして同年夏の打ち上げ予定とスポンサーが発表された。ねじの専門商社であるサンコーインダストリーが命名権を得て「ねじのロケット」と名付けられた。5号機と同じTheotex Group HDがスポンサーロゴとして「CrossLink」を機体に掲載することになった。ペイロードは花キューピットによる一輪の薔薇を搭載する。5号機と同じく、無観客での打ち上げが予定されている。
7月2日に機体が公開された際に、継続スポンサー3社も追加で発表された。平和酒造の酒、サザコーヒーのコーヒー、高知工科大の超低周波音マイクが引き続き搭載される。
7月17日に、翌18日の打ち上げ予定を発表。風速の天候条件が基準を満たせなかったことで打ち上げ時間帯は何回か遅れ、結果的に7月19日16時05分に打ち上げが試みられた。しかし2つある点火器の片方で着火が遅れ、点火器の温度が基準を下回ったことからプログラムにより自動停止された。これにより打ち上げは再び延期となった。
新たな打ち上げ日は7月25日と発表されたが、やはり風速などの条件が合わずに打ち上げ時間帯は何度か遅れ、結局7月26日の午後4時半に打ち上げが試みられた。点火器の交換などの対策が施されていたものの、またしてもカウントダウンの最終段階で点火器の温度異常が検出されたため自動停止した。その後の会見によれば、打ち上げはさらに数か月レベル先での延期となった。
2021年6月1日、大幅な改良が行われたことが発表され、7号機は改良型の「MOMO v1」として打ち上げられることになった。機体は新造されており、打ち上げの信頼性を向上させ、量産化・高頻度な打ち上げに向けた改良が行われた。またZEROロケットのための技術実証も行われる。
その後、打ち上げは2021年7月3日に設定された。当初の打ち上げ予定時刻は11時だったが、上空の気候条件が基準を満たさず、最終的には16時05分から17時50分までの間の時間帯に延期されてから打ち上げられた。
宇宙空間とされる高度100キロメートルに到達し、打ち上げは成功した。国内の民間企業が単独開発したロケットが宇宙に届いたのは、2019年5月のモモ3号機に続いて2回目。3日午後5時45分に打ち上げられ、計画通り約2分間燃焼。高度約100キロメートルに到達した後、同55分に発射地点から南東約73キロメートルの太平洋に着水した。ISTの稲川貴大社長は記者会見し、「想定していた動作はすべて正常でデータを取得できたことで、ミッションは成功した」などと話した。　
なお到達高度の「速報値」は99 kmだったが、MOMOはもともと到達高度100 kmを仕様としており、ほぼ狙い通りの「100 km付近」を「正常に飛行」したことでIST関係者は成功と話した。その後の記者会見では「暫定値」として「約100 km」という表現が使われた。
インターステラテクノロジズ公式Twitterより、初号機から7号機までの打ち上げ映像を1列に並べた比較動画が投稿された。初号機から5号機までは打ち上げ直後に打ち上げ地点から少し横方向にずれていた。一方7号機は唯一垂直に飛行している。これはCFTの結果から機体の特性を事前に解析し、ジンバルの角度の初期値を調整することで実現した。
今回より、機載カメラの映像をリアルタイムで中継することが可能となった。

### 6号機
ミッションの特徴
- ロケットはMOMO v1形式。
- ペイロード 「TENGAロボ」・スペースエッグドッグ・TENGA型メッセージPOD・データ計測用のTENGA
- TENGAロボのコックピットを模したペイロード内部にはカメラが取り付けられ、飛行中の様子を中継。
- 今回より、中継画面に高度・速度のテレメトリが表示されるようになった。

7号機よりも先に受注されたものだが、7号機の時期には打ち上げを見送ることで合意され、製造が一時中断された。その後、2021年6月30日にISTはTENGAと共同で開発した「TENGAロケット」が完成したことを発表し、同年夏に打ち上げるとした。
2021年7月31日午後5時に打ち上げられ、約3分後に高度92キロ（速報値）に到達。アメリカ連邦航空局 (FAA) の定義する宇宙空間である高度80 kmを超えたことで、打ち上げは成功。7月初めの7号機に続く3回目の成功となった。同地点付近で機首内部に積んでいたスポンサー企業のフィギュア（全長約8センチ）を射出した。フィギュアには、海面に色を付ける着色料が搭載されており、午後7時前、発射場の沖合で発見・回収された。ISTは「全ての機器が正常に動作し、打ち上げは成功」としている。記者会見したISTの稲川貴大社長は「今回行った積み荷の射出、機体内映像のライブ配信の成功は国内民間で初めて。2回連続打ち上げ成功で、今後、MOMOの本格的商業利用に移る」と述べ、今後は開発中の人工衛星打ち上げ用ロケットZEROに開発資源を注ぐとした。IST取締役で実業家の堀江貴文氏は「回収できないかと思っていたが、回収できてよかった。ZEROを開発できる環境が整った」と述べた。

### 予定・想定されるミッション
- 4号機で試みられた宇宙に紙飛行機を飛ばすプロジェクトはその後も内容をステップアップしながら複数回行う計画となっており、2021年か2022年に2回目、2023年以降に3回目・4回目の打ち上げが構想されている[74]。
- 高知工科大学のミッション（2022年夏）[75]

### 打ち上げ実績一覧
| No. | 名称                         | 打ち上げ日時（日本時間） | バージョン | 全長   | 重量    | エンジン                    | 到達高度         | 結果       | 備考                                                     |
| --- | ---------------------------- | ------------------------ | ---------- | ------ | ------- | --------------------------- | ---------------- | ---------- | -------------------------------------------------------- |
| 1   | MOMO初号機                   | 2017年7月30日16時31分    | MOMO v0    | 10 m   | 1150 kg | 1200kgf級ピントル型エンジン | 約20 km弱 (推定) | 部分的成功 | 打ち上げから約66秒後にテレメトリーが途絶。               |
| 2   | MOMO2号機                    | 2018年6月30日5時30分     | MOMO v0    | 10 m   | 1180 kg | 1200kgf級ピントル型エンジン | 約20 m           | 失敗       | 打ち上げから約4秒後に推力を失い落下。                    |
| 3   | 宇宙品質にシフト MOMO3号機   | 2019年5月4日5時45分      | MOMO v0    | 9.9 m  | 1150 kg | 1200kgf級ピントル型エンジン | 約113 km         | 成功       | 日本の民間ロケットとしては初めて宇宙空間に到達した。     |
| 4   | ペイターズドリーム MOMO4号機 | 2019年7月27日16時20分    | MOMO v0    | 9.9 m  | 1150 kg | 1200kgf級ピントル型エンジン | 約13.3 km        | 失敗       | 打ち上げ64秒後に異常発生。                               |
| 5   | えんとつ町のプペル MOMO5号機 | 2020年6月14日5時15分     | MOMO v0    | 10 m   | 1150 kg | 1200kgf級ピントル型エンジン | 約11.5 km        | 失敗       | 打ち上げ36秒後に異常発生。70秒後にエンジン停止指令。     |
| 7   | ねじのロケット               | 2021年7月3日17時45分     | MOMO v1    | 10.1 m | 1220 kg | 1400kgf級ピントル型エンジン | 約100 km         | 成功       | 2度目の宇宙空間到達に成功した。                          |
| 6   | TENGAロケット                | 2021年7月31日17時00分    | MOMO v1    | 10.1 m | 1220 kg | 1400kgf級ピントル型エンジン | 約92 km          | 成功       | 宇宙空間到達に到達し、ペイロードの射出と回収に成功した。 |